# La Libertad (Carchi)
La Libertad (span. für „Die Freiheit“) ist eine Parroquia rural („ländliches Kirchspiel“) im Kanton Espejo der ecuadorianischen Provinz Carchi. Die Parroquia besitzt eine Fläche von 153,2 km². Die Einwohnerzahl lag im Jahr 2010 bei 3502.

## Lage
Die Parroquia La Libertad liegt in den Anden im Norden von Ecuador. Entlang der nördlichen Verwaltungsgrenze verläuft ein über 4000 m hoher Bergkamm in Ost-West-Richtung. Der Río El Àngel, ein rechter Nebenfluss des Río Chota, entwässert das Areal nach Süden. Der etwa 3080 m hoch gelegene Hauptort befindet sich 3,55 km nördlich vom Kantonshauptort El Ángel. 
Die Parroquia La Libertad grenzt im Norden und im Nordosten an die Parroquias Maldonado und Tufiño (beide im Kanton Tulcán), im äußersten Osten an das Municipio von San Gabriel (Kanton Montúfar), im Süden an das Municipio von El Ángel sowie im Westen an die Parroquias La Concepción (Kanton Mira) und El Goaltal.

## Orte und Siedlungen
In der Parroquia La Libertad gibt es folgende Barrio: Centro Alto San Francisco, Eloy Alfaro, Jesús del Gran Poder, Moran, San Antonio de Playas, San Francisco, San Isidro, San Vicente Alto und Santa Teresita. 

## Geschichte
Ursprünglich gab es den Caserío Aliso in der Parroquia El Ángel. Am 2. Januar 1930 (fecha de creación) wurde die Parroquia mit dem Namen "La Libertad" gegründet.

## Ökologie
Im Norden der Parroquia befindet sich die Reserva Ecológica El Ángel.